# Flysmaland
Flysmåland är en svensk flygresearrangör baserad i Växjö. Bolaget grundades 2007 av lokala entreprenörer i syfte att värna om regionens kommunikationer. Resebolaget Sverigeflyg är också delägare. Flysmåland arrangerar flyg mellan Växjö-Kronoberg flygplats och Stockholm-Bromma flygplats. Under sommartid arrangerar de även flyg till Visby flygplats på Gotland och Berlin - Tegel i Tyskland. Flygbolaget  Nextjet flyger med två Saab 340 åt Fly Småland.